# 青森県道136号常盤新山線
青森県道136号常盤新山線（あおもりけんどう136ごう ときわにいやません）は、青森県南津軽郡藤崎町から平川市に至る一般県道である。

## 概要
藤崎町常盤で青森県道38号五所川原黒石線から分岐、ほぼJR奥羽本線に並行して南下する。途中青森県道110号黒石藤崎線と立体交差して田舎館村大根子で青森県道41号弘前環状線に合流する。以降は県道41号との重複区間で平川市新山の青森県道268号弘前田舎館黒石線交点で終点となる。

### 路線データ
以下は青森県例規集に収録されているデータである。
- 起点 : 南津軽郡藤崎町大字常盤
- 終点 : 平川市新山

## 歴史
- 1975年（昭和50年）3月27日 - 県道に認定される[1]。

## 路線状況

### 重複区間
- 青森県道41号弘前環状線（南津軽郡田舎館村大根子 - 平川市新山、終点）

## 地理

### 通過する自治体
- 南津軽郡
  - 藤崎町
  - 田舎館村
- 平川市

### 交差する道路
- 青森県道38号五所川原黒石線（藤崎町常盤、起点）
- 青森県道110号黒石藤崎線（南津軽郡田舎館村川部村元）
- 青森県道41号弘前環状線（南津軽郡田舎館村大根子）
- 青森県道41号弘前環状線・青森県道268号弘前田舎館黒石線（平川市新山、終点）

### 沿線の施設など
- JR東日本 奥羽本線 北常盤駅
- 川部和泉郵便局
- 田舎館村立田舎館小学校
- JR東日本 奥羽本線 川部駅（村道経由）